# Anatragus ornatus
Anatragus ornatus es una especie de escarabajo longicornio del género Anatragus, tribu Sternotomini, orden Coleoptera. Fue descrita por Kolbe en 1897.

## Descripción
Mide 19-21 mm de longitud.

## Distribución
Se distribuye por África: Tanzania.